# SMS Ulan
Le SMS Ulan était un destroyer de classe Huszár construit par l'Autriche-Hongrie à partir de 1905.